# Xavier Abril de Vivero
Xavier Abril de Vivero (Lima, 4 de novembre de 1905 — Montevideo, 1 de gener de 1990) va ser un escriptor peruà pioner en el seu país del superrealisme poètic, guanyà el Premi Nacional d'Assaig el 1979 i el Premi Nacional de Literatura el 1986. Va ser agregat cultural de l'ambaixada del Perú a Montevideo, ciutat on residí des del 1958.

## Obres

### Poesia
- Hollywood (1931)
- Difícil trabajo (1935)
- Descubrimiento del alba (1937)

### Assaig
- César Vallejo o la teoría poética (1963)
- Eguren el Oscuro (1979).